# Матанса (река)
Мата́нса или Риачуэ́ло (исп. Río Matanza-Riachuelo) — река в Аргентине, протекает через столицу страны, город Буэнос-Айрес. На левом берегу реки располагается Капиталь-Федераль — центр города. На правом берегу располагаются Ломас-де-Самора, Ланус и Авельянеда.
Река называется Матанса на большей части своего течения, а у впадения носит название Риачуэло. Река узкая и очень загрязнённая. В ноябре 2013 года организация Зеленый крест Швейцарии и американский Институт Блэксмита представили десятку самых экологически загрязненных мест мира. Река Риачуэло, вошла в эту десятку (летучие органические соединения, толуол).